# Parhadzia sbordonii
Parhadzia sbordonii is een vlokreeftensoort uit de familie van de Hadziidae. De wetenschappelijke naam van de soort is voor het eerst geldig gepubliceerd in 1988 door Vigna-Taglianti.